# Abel Hernández
Abel Mathías Hernández Platero (Pando, 8 de agosto de 1990) é um futebolista uruguaio que atua como atacante. Atualmente, joga pelo Liverpool.

## Carreira

### Início
Foi revelado no Central Español, do Uruguai. Após uma temporada de destaque no Peñarol, em fevereiro de 2009 ele fechou com o Palermo, da Itália, por cinco temporadas. Na época o jogador tinha apenas 19 anos de idade. 

### Hull City
Em setembro de 2014, foi contratado pelo Hull City, da Inglaterra, por três temporadas.

### CSKA Moscou
Em 2018, assinou por três anos de contrato o CSKA Moscou, da Rússia. Após marcar apenas três gols em 15 jogos, ficou livre depois de rescindir o contrato no fim de maio de 2019.

### Internacional
Em 28 de agosto de 2020, Hernández assinou pelo Internacional até junho de 2021. No dia 16 de setembro de 2020, marcou seus 2 primeiros gols pelo Internacional na vitória por 4 a 3 sobre o América de Cali, em jogo da 3 a rodada da fase de grupo da Libertdores.
Marcou seu 3° gol pelo Colorado em 11 de outubro de 2020, na vitória por 2 a 1 sobre o Athletico Paranaense, válido pela 15 a rodada do Campeonato Brasileiro. Marcou seu 5° gol pelo Colorado na vitória de virada no Clássico Grenal válido pela rodada 32° do Campeonato Brasileiro, a vitória colocou um fim no jejum de 11 jogos sem vitórias no clássico. Rescindiu seu contrato com o Internacional no dia 14 de abril de 2021, após acertar a ida para Fluminense. Ao todo, jogou 31 jogos e marcou 6 gols pelo Colorado.

### Fluminense
Em 13 de abril de 2021, Fluminense acertou com Abel Hernández até o final do ano.

## Seleção Nacional
Estreou pela Seleção Uruguaia principal no dia 11 de agosto de 2010, em um amistoso contra a Angola. Marcou um gol no seu primeiro jogo. Em 2012 fez parte do elenco da Seleção Uruguaia de Futebol da Olimpíadas de 2012.

## Títulos
Palermo
- Serie B: 2013–14

Seleção Uruguaia
- Copa América: 2011